# No beats for one hour
No beats for one hour (Grafisch: 0B41H) is een studioalbum van Wolfram Spyra. De titel van het album verwijst naar de muziek van het album, sferische elektronische muziek in het genre filmmuziek annex ambient. Spyra nam de muziek tussen 1993 en 1999 op. Er werden 300 exemplaren van het album geperst.

## Musici
- Wolfram Spyra – alle muziekinstrumenten en elektronica behalve
- Eric George – klarinet op Eric theme
- Bob Rutman – bow chimes op Die Blinden

## Muziek
| Nr. | Titel                                                                          | Duur  |
| --- | ------------------------------------------------------------------------------ | ----- |
| 1.  | Maurice theme (uit A tribute to Anthony Brudnik)                               | 2:24  |
| 2.  | Conciousless                                                                   | 16:30 |
| 3.  | Treysa II (muziek voor de geluidsinstallatie in catacomben van Treysa)         | 11:35 |
| 4.  | Wale im Bergwerk (sonic sculpture in zoutmijnen)                               | 2:13  |
| 5.  | Orange toad                                                                    | 6:17  |
| 6.  | Eric theme                                                                     | 5:22  |
| 7.  | Helium soft (geluidsinstallatie The Queen of instruments has left the country) | 2:30  |
| 8.  | Die Blinden (theatermuziek bij Die Blinden von Kilcrobally)                    | 13:09 |